# Pedro Coloma, baron de Bornhem
Don Pedro Coloma (Nájera, Espagne, 16 août 1556 - Bruxelles, 27 décembre 1622), 1er baron de Bornem (1592) et seigneur de Bobadilla (1591), était un officier espagnol de l'armée de Flandre. Il s'est établi dans les Pays-Bas des Habsbourg où il est devenu la souche d'une branche de la maison espagnole de Coloma.

## Famille
Pedro Coloma était le fils de Juan Coloma qui fut chevalier de l'Ordre de Santiago, et de Doña Maria Fernandez, dame de Bobadilla. En 1585, il épousa Jeanne l'Escuyer, vicomtesse de Dourlens (actuellement Doullens), avec qui il eut trois fils : Alexandre, capitaine de cavalerie légère, qui lui succéda mais mourut sans enfant en 1625 ; Diego, qui servit comme gentilhomme dans la maison de Philippe III d'Espagne ; et Pierre, qui a continué la lignée aux Pays-Bas espagnols.

## Biographie
Pedro Coloma est arrivé aux Pays-Bas en 1577 pour lutter contre la révolte. Il est nommé ''contador mayor'' (trésorier général) de l'armée espagnole aux Pays-Bas par Alexandre Farnèse (1580). Sa nomination est ratifiée par lettres patentes de Madrid en 1584.

Il a acheté la seigneurie de Bornem en 1586. Elle sera érigée en baronnie en 1592. Jean-François Coloma, son petit-fils, quatrième baron de Bornem, en deviendra le premier comte en 1658.
Pedro Coloma fit construire un manoir à l'emplacement du futur château de Bornem.
Il a également entièrement reconstruit (1589-1592) l'ancienne écluse de Bornem (nl) qui contrôlait un bras de l'Escaut. C'est la plus ancienne écluse mécanique conservée en Belgique. Elle a permis le développement économique de Boornem.
Pedro Coloma fonda en 1603 un couvent destiné à accueillir des dominicains anglais fuyant les persécutions. Ce couvent deviendra en 1836 l'abbaye de Bornem.